# El puño de hierro
El puño de hierro es una película muda mexicana realizada en 1927 por el director Gabriel García Moreno. Se trata de la primera película mexicana  silente que llevó a la pantalla grande el tema de las drogas y la violencia de su entorno. Después de haber estado perdida por años, fue restaurada por la Filmoteca de la UNAM  con la coordinación de Francisco Gaytán, Esperanza Vázquez en la restauración editorial, Manuel Rodríguez Bermúdez en la edición, José Antonio Valencia en la asistencia técnica, José María Serralde en la musicalización con el Ensamble Cine Mudo. La película se reestrena en el año 2002 y se restaura digitalmente en el 2017 por los laboratorios Fixafilms en Polonia.

## Sinopsis
El protagonista Carlos Hernán (Octavio Valencia) acude por curiosidad al antro de El Buitre y El Tieso, donde se inyecta heroína. Mientras tanto, en un parque el doctor Anselmo Ortiz (Manolo de los Ríos) da una conferencia acerca de los males de la toxicomanía y es ahí donde Laura (Hortensia Valencia) pide ayuda al doctor para su novio Carlos. Por otra parte, Carlos chantajea a Antonio (Carlos Villatoro)- jefe de la banda El Murciélago-para entrar al negocio de las droga y su novia, Esther (Lupe Bonilla) participa en este chantaje. Laura es engañada por el Doctor Ortiz, quién en realidad es El Tieso, para acudir al antro y se desengañe de su novio Carlos. Juanito (Guillermo Pacheco) y Perico (Manuel Carrillo) conocen la verdadera identidad del doctor Ortiz y éste, al verse descubierto, ordena al Buitre (Ignacio Ojeda) que arroje a los drogadictos al pozo. Carlos intenta salvar a su novia Laura de este fatal destino con poco éxito. Carlos despierta bruscamente y se da cuenta de que todo es un mal sueño, lo cual lo lleva a tomar la decisión de alejarse de ese mal vicio.

## Musicalización
Musicalizada por José María Serralde con el ensamble de Cine Mudo, para este proyecto de acompañamiento se basaron en un ejercicio de música compuesta con el estilo y estética de la época en la que se encuentra la película, principalmente utilizando la música popular mexicana y, al mismo tiempo, el uso de la improvisación musical. La investigadora Esperanza Vázquez encontró una partitura proporcionada por la familia Villatoro, la cual fue tomada como referencia musical para la película.

## Locaciones
Este filme fue realizado en el Molino de la Marquesa ubicado en la ciudad de Orizaba, Veracruz.

## Reparto
- Carlos Villatoro
- Lupe Bonilla
- Manolo de los Ríos
- Octavio Valencia
- Ignacio Ojeda
- Rafel Ojeda
- Hortensia Valencia
- Guillermo Pacheco
- Manuel Carrillo[3]